# BEA Systems
BEA Systems（退市前NASDAQ：BEAS）是一家Java中间件软件公司，其中间件市场份额一度比IBM还要高。創辦人為Bill Coleman、Edward W. Scott和莊思浩。
BEA拥有15,000多家客户，其中包括《财富》500强中的大部分公司。2008年4月29日被甲骨文公司收购。